# توماس ويتفيلد
توماس ويتفيلد (بالإنجليزية: Thomas Whitfield)‏ هو مغني أمريكي، ولد في 30 أبريل 1954، وتوفي في 20 يونيو 1992.

## وصلات خارجية
- توماس ويتفيلد على موقع ميوزك برينز (الإنجليزية)
- توماس ويتفيلد على موقع ديسكوغز (الإنجليزية)